# Ducato del Lussemburgo
Il Ducato del Lussemburgo (in lussemburghese Herzogtum Lëtzebuerg) è stata una signoria storica all'interno del Sacro Romano Impero in epoca moderna. Nel periodo di massima espansione, il territorio occupato era molto più grande di quello dell'attuale Granducato omonimo poiché comprendeva, oltre allo stesso Granducato, la provincia del Lussemburgo e parte della provincia di Liegi nei dintorni di Saint-Vith, nell'attuale Belgio, le zone di Montmédy e Carignan ed i dintorni di Thionville fino a Marange-Silvange nella regione della Lorena nell'attuale Francia, e la regione che comprende Bitburg, Neuerburg, Manderscheid e Schleiden nell'Eifel, e le località di Igel e Saarburg sulla riva destra della Mosella nel land Renania-Palatinato dell'attuale Germania.

## Storia

### Le origini della contea
Nel 963 il conte di Bigdau, Sigefredo I, acquistò il castello di Lützelburg e, con esso, i domini circostanti. Questi territori furono sottoposti alla signoria dei discendenti di Sigefredo, legati alla dinastia di Sassonia. Nel 1136 il Lussemburgo passò ai conti di Namur fino a che, nel 1310, il re dei Romani e futuro imperatore del Sacro Romano Impero, cedette la contea al figlio primogenito Giovanni I, all'epoca già re di Boemia.

### La costituzione del ducato
Nel 1354, il figlio di Giovanni, l'imperatore Carlo IV, elevò la contea a ducato per il fratello Venceslao anche se i territori ducali erano già stati riuniti nel 1353 con l'integrazione dell'antica contea di Lussemburgo, del marchesato di Arlon, delle contee di Durbuy e Laroche e coi distretti di Thionville, Bitburg e Marville. La contea di Vianden era già inclusa de facto come stato vassallo dei conti di Lussemburgo dal 31 luglio 1264. Nel 1409 l'ultima erede del ducato, Elisabetta di Görlitz, sposò il duca di Brabante e di Limburgo, Antonio di Borgogna il cui fratello era il duca di Borgogna, Giovanni senza Paura. Legata alla Casa di Borgogna, Elisabetta a cedette i propri diritti sul Lussemburgo al figlio di Giovanni, Filippo il Buono.
Il Lussemburgo entrò così a far parte, nel 1451, dei Paesi Bassi borgognoni e, successivamente, delle asburgiche Diciassette Province. In seguito al matrimonio di Maria di Borgogna con Massimiliano I d'Asburgo nel 1477, infatti, il Lussemburgo seguì la sorte di tutti i Paesi Bassi. A Massimiliano succedettero Filippo I, Carlo V e nel Filippo II di Spagna. Durante le guerre tra Spagna e Francia avvenute nel XVI e XVII secolo, il Lussemburgo perse molto del suo territorio a vantaggio della Francia. Passato nel 1714 dalla Spagna all'Austria, perse ogni autonomia quando, nel 1794, fu annesso alla Prima Repubblica francese.